# Federico Nedbal
Federico Ignazio Nedbal (in tedesco Friedrich Ignatius Nedbal; in ceco Frederick Ignác Nedbal; in ungherese Frigyes Ignác Nedbal; Český Krumlov, 7 ottobre 1825 – Udine, 8 aprile 1891) è stato un generale e funzionario boemo con cittadinanza austriaca naturalizzato italiano decorato di Medaglia d'oro al Valor Militare durante la Terza guerra d'indipendenza italiana, Comandante della Provincia di Messina durante la Dittatura di Garibaldi in Sicilia e ufficiale superiore dell'Armata Rivoluzionaria Ungherese durante la Rivoluzione ungherese del 1848.

## Biografia
Originario della Boemia era figlio di Wenzel Nedbal ed Elisabeth Wildner. Nel 1848 disertò l’esercito austriaco, nel quale serviva con il grado di capitano, per unirsi all'Armata rivoluzionaria ungherese durante la rivoluzione del 1848-1849 ove raggiunse il grado di tenente colonnello.
Dopo la repressione della rivolta, si rifugiò prima a Londra, ad Algeri ed in fine in Italia, dove nel 1860 si arruolò nell’Esercito volontario dell’Italia meridionale guidato da Giuseppe Garibaldi. Con il grado di colonnello di stato maggiore, fu nominato comandante della provincia di Messina.
In seguito alla proclamazione del Regno d’Italia, fu integrato nell’Esercito regolare italiano mantenendo il suo grado. Nel 1863 assunse il comando del 28º Reggimento fanteria, con cui partecipò alla terza guerra d’indipendenza italiana. Operando in Valsugana sotto la 15ª Divisione del generale Giacomo Medici, guidò l’avanguardia nella marcia su Trento venendo insignito della medaglia d'oro al valor militare. Durante i combattimenti di Borgo e Levico, il suo reggimento si distinse per un audace attacco alla baionetta contro le truppe austriache del generale Kühn, ottenendo la medaglia d’oro al valor militare alla bandiera. A seguito della guerra è stato membro della commissione per la concessione delle onorificenze.
Promosso maggior generale nel 1868, fu posto al comando della brigata Valtellina e successivamente della 2ª brigata di fanteria. Si ritirò dal servizio attivo nel 1877, concludendo la carriera militare.